# Стрешево
Стре́шево — деревня в Дзержинском сельском поселении Лужского района Ленинградской области.

## История
На карте Санкт-Петербургской губернии Ф. Ф. Шуберта 1834 года упоминается деревня Стрешево (Охотницкого).

СТРЕШЕВО — деревня принадлежит:

коллежской асессорше Охотницкой, жителей по ревизии: 9 м. п., 7 ж. п.

коллежскому советнику Зиновьеву, жителей по ревизии: 1 м. п., 2 ж. п. (1838 год)

Согласно карте профессора С. С. Куторги 1852 года деревня называлась Стрешева.

СТРЕШЕВО — деревня госпожи Энгельгардт, по просёлочной дороге, число дворов — 3, число душ — 19. (1856 год)

Согласно X-ой ревизии 1857 года деревня состояла из трёх частей:

1-я часть: число жителей — 13 м. п., 11 ж. п. (из них дворовых людей — 3 м. п., 6 ж. п.)
  
2-я часть: число жителей — 10 м. п., 5 ж. п.
 
3-я часть: число жителей — 13 м. п., 13 ж. п.

СТРАШЕВО (СТРЕШЕВО) — деревня владельческая при реке Луге и озере Страшевском, число дворов — 8, число жителей: 34 м. п., 23 ж. п.; Часовня православная. (1862 год)

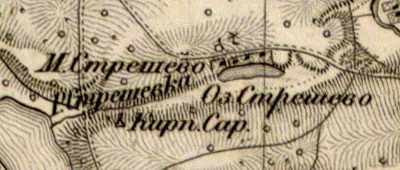
Деревня Стрешево на карте 1863 года

Согласно карте из «Исторического атласа Санкт-Петербургской Губернии» 1863 года в деревне находилась мыза Стрешево, часовня и ветряная мельница.
В 1863 году временнообязанные крестьяне деревни выкупили свои земельные наделы у А. Р. Энгельгардт и стали собственниками земли.
В 1875 году временнообязанные крестьяне выкупили свои земельные наделы у А. П. Зиновьева.
Согласно подворной описи Стрешевского общества Кологородской волости 1882 года, деревня состояла из трёх частей:
 
1) бывшее имение Энгельгардт, домов — 16, душевых наделов — 20, семей — 19, число жителей — 43 м. п., 47 ж. п.; разряд крестьян — собственники.
  
2) бывшее имение Зиновьева, домов — 11, душевых наделов — 10, семей — 7, число жителей — 19 м. п., 26 ж. п.; разряд крестьян — собственники.
 
3) Бродня (Стрешево), домов — 5, душевых наделов — 3, семей — 5, число жителей — 12 м. п., 13 ж. п.; разряд крестьян — собственники.
Сборник Центрального статистического комитета описывал её так:

СТРЕШЕВА — деревня бывшая владельческая при озере Стрешевском, дворов — 21, жителей — 122; часовня, лавка. (1885 год)

В XIX веке деревня административно относилась к Кологородской волости 1-го стана Лужского уезда Санкт-Петербургской губернии, в начале XX века — 2-го стана.
С 1917 по 1919 год деревня входила в состав Стрешевского сельсовета Кологородской волости Лужского уезда.
В 1920 году деревня вошла в состав Петровского сельсовета.

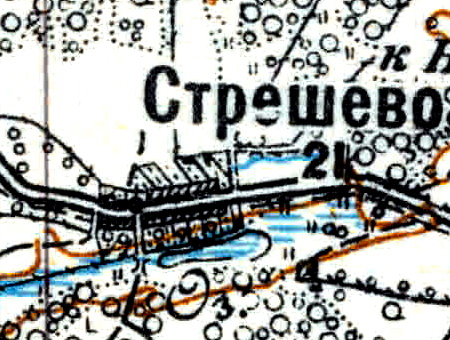
Деревня Стрешево на карте 1926 года

Согласно топографической карте 1926 года деревня насчитывала 31 двор, в центре деревни находилась часовня.
С 1927 года — в Лужской волости, с 1928 года — в составе Наволокского сельсовета Лужского района.
В 1928 году население деревни составляло 142 человека.
По данным 1933 года деревня Стрешево входила в состав Наволокского сельсовета Лужского района.
C 1 августа 1941 года по 31 января 1944 года — находилась в оккупации.
В 1958 году население деревни составлял 51 человек.
В октябре 1959 года деревня была передана в состав Торошковского сельсовета.
По данным 1966, 1973 и 1990 годов деревня Стрешево входила в состав Торошковского сельсовета Лужского района.
В 1997 году в деревне Стрешево Торошковской волости проживали 52 человека, в 2002 году — 41 человек (русские — 93 %).
В 2007 году в деревне Стрешево Дзержинского СП — 33.

## География
Деревня находится в южной части района на автодороге 41К-142 (Луга — Медведь).
Расстояние до административного центра поселения — 12 км.
Расстояние до ближайшей железнодорожной станции Луга — 13 км.
В деревне расположено озеро Стрешево, протяжённостью менее одного километра из которого вытекает река Стрешавка.

## Достопримечательности
В районе деревни проходят оборонительные сооружения времён Великой Отечественной войны, противотанковый ров, часть укреплений Лужского оборонительного рубежа.

## Известные уроженцы
В деревне Стрешево родилась Антонина Петрова — партизанка, Герой Советского Союза. Сохранился дом (№ 19), где родилась и жила Антонина Петрова. На доме установлена мемориальная табличка.

## Улицы
Главная.

## Садоводства
Стрешево.